# Kavarna
Kavarna (bulharsky Каварна) je město na severovýchodě Bulharska, na břehu Černého moře. Jedná se o správní středisko stejnojmenné obštiny v Dobričské oblasti. Žije tu přibližně 11 tisíc obyvatel.

## Historie

### Starověk
Četné archeologické vykopávky a nálezy z podmořských průzkumů dokládají, že město bylo založeno v 5. století před naším letopočtem řeckými kolonisty, kteří se usadili na náhorní plošině mysu Čirakman a založili tam kolonii Byzone (nebo též Bizone). Byly zde nalezeny bohatě zdobené předměty – mince z různých historických období, zlaté šperky, unikátní vzorky vysoké umělecké hodnoty, thrácký poklad zlatých nášivek atd. Ve 3. – 2. století př. n. l. se zde dočasně usídlili Skytové. V oné době bylo město prostředníkem obchodu mezi místními osadami a obchodníky ze vzdálených míst, jako je Rhodos, Herakleia, Sinópé, Egypt a další. Přestože je zdejší pobřeží kvůli skalnatým břehům nevhodné pro přístav, bylo pro obchodníky od Černého a Středozemního moře přitažlivé, protože místní lidé produkovali vysoce kvalitní pšenici. Město bylo opakovaně poškozováno zemětřeseními. Poprvé je dokumentováno do druhé poloviny 1. století př. n. l., kdy se odtrhla přední část mysu Čirakman a s nejbohatší částí města se zřítila do Černého moře. Katastrofu popsali helénští geografové Strabón a Pomponius Mela. Během římského období bylo město přestavěno pod stejným názvem a rychle vzkvétalo, došlo k oživení osídlení a také přístavu. Poté bylo znovu postiženo katastrofou, o čemž svědčí hranice propadlé čtvrti. Archeologové na dně moře nalezli pozůstatky obytných budov, které určili podle tesaných kamenných bloků a kusů cihelné zdi a datovali je do 2. století. Podvodní nálezy svědčí o transgresi a regresi země neboli pohybu zemských vrstev. Zdvihání začalo v prvním století před naším letopočtem a trvalo až do druhého století a v tomto období se mořské pobřeží zvedlo pravděpodobně o 4 metry. Následně se náhle propadlo a pobřežní oblasti kolem Bizone se ocitly pod vodou. Z pozdější doby se dochovaly pozůstatky baziliky ze 6. století, patrně zasvěcené svatému Kosmovi a Damiánovi. V této podobě město existovalo až do 7. století, kdy bylo zničeno Slovany a Prabulhary, kteří založili osadu Karvuna.

### Středověk a osmanské období
Ve středověku se osada výrazně rozvíjela a ve 13. – 14. století dosáhla největšího rozkvětu za dobrudžských despotů Balika a Dobrotici. Pod svým současným názvem je osada poprvé zmiňována na počátku 15. století. Během tureckých nájezdů bylo město téměř zničeno, ale ve druhé polovině 17. století bylo znovu vystavěno. Jednalo se o křesťanskou osadu s obilným přístavem. Z oné doby se dochovaly lázně, středověká nekropole, most, fontány, kostely a mnoho nápisů.
V roce 1869 byla ve městě otevřena bulharská škola a kostel. Během rusko-turecké osvobozenecké války (1877) se obyvatelé Kavarny vzbouřili při obraně města proti bašibozukům a čerkeským oddílům. Přitom se vyznamenal Eranos Eranosjan, rodák z Dobriče, který byl vojenským telegrafistou v Balčiku. Během tohoto povstání odeslal bez povolení úřadů telegram zahraničním konzulům ve Varně a velvyslancům v Cařihradě, ve kterém informoval o situaci v Kavarně. Na nátlak těchto diplomatů vyslala Vysoká porta do oblasti válečné lodě a řádění polovojenských oddílů zastavila.

### Moderní Bulharsko
Po osvobození se město stalo součástí Bulharského knížectví. V roce 1890 zde bylo založeno čitalište a od počátku 20. století zaznamenalo rychlý hospodářský a kulturní vzestup. V roce 1913 se město stalo na základě Bukurešťského míru součástí Rumunska. Ve vnitrozemí došlo do roku 1929 k výraznému hospodářskému rozvoji v důsledků výstavby železniční trati Dobrič–Cernavodă. Naproti tomu centra obchodu Balčik a Kavarna ztratila na významu jejich obchodní obrat se snížil na polovinu. V důsledku snah preferovat letoviska s malým počtem obyvatel, která jsou závislá na sezónním příjmu, začalo pobřeží pustnout. Bulharské obyvatelstvo vzdorovalo asimilační politice rumunských úřadů prostřednictvím aktivních kulturních a sociálních aktivit církve, čitališť a kulturních a vzdělávacích společností. V roce 1940 bylo město na základě Craiovské smlouvy navráceno Bulharskému království.
Zemědělské družstvo zde bylo založeno v roce 1948.

## Obyvatelstvo
Níže uvedená tabulka ukazuje vývoj populace města od třicátých let (1934–2021):
| Rok      | 1934  | 1946  | 1956  | 1965  | 1975   | 1985   | 1992   | 2001   | 2011   | 2021   |
| Populace | 4 787 | 5 652 | 7 053 | 8 300 | 10 881 | 12 030 | 12 139 | 11 520 | 11 549 | 10 426 |

K 15. prosinci 2024 ve městě žilo 11 145 obyvatel a bylo zde trvale hlášeno 11 803 obyvatel.

Podle sčítání z 1. února 2011 bylo národnostní složení následující:
- Bulhaři: 7 900 (76.3 %)
- Romové: 1 847 (17.8 %)
- Turci: 502 (4.8 %)
- ostatní[p 2]: 105 (1.0 %)